# Looking 4 Myself
Looking 4 Myself è il settimo album in studio del cantante statunitense Usher, pubblicato l'8 giugno 2012 dalla RCA Records.

## Tracce

### Edizione standard
1. Can't Stop Won't Stop – 3:51 (Will Adams, Keith Harris, William M. Joel)
2. Scream – 3:55 (Max Martin, Shellback, Savan Kotecha, Usher Raymond IV)
3. Climax – 3:53 (Raymond IV, Thomas Pentz, Ariel Rechtshaid, Sean "Redd Stylez" Fenton)
4. I Care for U – 4:08 (Nathaniel Hills, Raymond IV, Eric Bellinger, Juan Najera, Kevin Cossom, Marcella Araica)
5. Show Me – 3:43 (Hills, Cossom, Raymond IV, Araica)
6. Lemme See (feat. Rick Ross) – 4:13 (James Scheffer, Daniel Morris, Nickolas Marzouca, Raymond IV, Bellinger, Lundon "Da Bridge" Knighten, William Roberts)
7. Twisted (feat. Pharrell) – 3:43 (Raymond IV, Pharrell Williams)
8. Dive – 3:47 (Rico Love, James Scheffer, Morris, Frank Romano)
9. What Happened to U – 4:22 (Raymond IV, Bellinger, Noah Shebib, Sidney Brown, Sean Combs, Reginald Ellis, Norman Glover, Carl Thompson, Christopher Wallace)
10. Looking 4 Myself (feat. Luke Steele) – 4:12 (Love, Pierre Medor, Earl Hood, Eric Goudy II)
11. Numb – 3:46 (Raymond IV, Klas Åhlund, Steve Angello, Sebastian Ingrosso, Axel Hedfors, Alessandro Lindblad, Ryon Lovett, Terry Lewis)
12. Lessons for the Lover – 5:07 (Love, Medor, Hood, Goudy II)
13. Sins of My Father – 4:00 (Salaam Remi, Love, Raymond IV, Lewis)
14. Euphoria – 4:20 (Raymond IV, Åhlund, Angello, Ingrosso, Hedfors, Lovett, Lewis, Najera)

### EdizioneDeluxe
1. Can't Stop Won't Stop – 3:51 (Will Adams, Keith Harris, William M. Joel)
2. Scream – 3:55 (Max Martin, Shellback, Savan Kotecha, Usher Raymond IV)
3. Climax – 3:53 (Raymond IV, Thomas Pentz, Ariel Rechtshaid, Sean "Redd Stylez" Fenton)
4. I Care for U – 4:08 (Nathaniel Hills, Raymond IV, Eric Bellinger, Juan Najera, Kevin Cossom, Marcella Araica)
5. Show Me – 3:43 (Hills, Cossom, Raymond IV, Araica)
6. Lemme See (feat. Rick Ross) – 4:13 (James Scheffer, Daniel Morris, Nickolas Marzouca, Raymond IV, Bellinger, Lundon "Da Bridge" Knighten, William Roberts)
7. Twisted (feat. Pharrell) – 3:43 (Raymond IV, Pharrell Williams)
8. Dive – 3:47 (Rico Love, James Scheffer, Morris, Frank Romano)
9. What Happened to U – 4:22 (Raymond IV, Bellinger, Noah Shebib, Sidney Brown, Sean Combs, Reginald Ellis, Norman Glover, Carl Thompson, Christopher Wallace)
10. Looking 4 Myself (feat. Luke Steele) – 4:12 (Love, Pierre Medor, Earl Hood, Eric Goudy II)
11. Numb – 3:46 (Raymond IV, Klas Åhlund, Steve Angello, Sebastian Ingrosso, Axel Hedfors, Alessandro Lindblad, Ryon Lovett, Terry Lewis)
12. Lessons for the Lover – 5:07 (Love, Medor, Hood, Goudy II)
13. Sins of My Father – 4:00 (Salaam Remi, Love, Raymond IV, Lewis)
14. Euphoria – 4:20 (Raymond IV, Åhlund, Angello, Ingrosso, Hedfors, Lovett, Lewis, Najera)
15. I.F.U. – 4:02 (Rico Love, Andrew "Pop" Wansel, Autoro "Toro" Whitfield, Ronald "Flippa" Colson)
16. Say the Words – 4:01 (Raymond IV, Steele, Surahn "Sid" Sidhu)
17. 2nd Round – 3:22 (Raymond IV, Pentz, Rechtshaid, Najera)
18. Hot Thing – 3:27 (Raymond IV, Williams, Rakim Myers)